# Тьюлис, Дэвид
Дэвид Тьюлис (англ. David Thewlis, имя при рождении — Дэвид Уилер (англ. David Wheeler); род. 20 марта 1963, Блэкпул, графство Ланкашир, Англия, Великобритания) — английский актёр, режиссёр, сценарист, писатель. Известен прежде всего ролями в серии фильмов о Гарри Поттере (Римус Люпин), в фильмах «Обнажённые» (Джонни), «Мальчик в полосатой пижаме» (Ральф), «Осаждённые» (Джейсон Кински), «Семь лет в Тибете» (Петер Ауфшнайтер), «Полное затмение» (Поль Верлен), а также в сериале «Фарго» (В. М. Варга).

## Биография

### Детство и юность
Дэвид Тьюлис, второй из трёх детей, родился в прибрежном городе Блэкпул графства Ланкашир на северо-западе Англии в семье Алека Раймонда Уилера и Морин (в девичестве Тьюлис). Его родители держали небольшой магазин, где летом продавали игрушки, а зимой — обои и краски. В юношеские годы Дэвид был участником рок-коллектива «QED», с которым выступал в некоторых отелях Блэкпула, чтобы заработать денег на новое музыкальное оборудование и первую звукозапись на студии «Storm Studios».
Позже он стал ведущим гитаристом панк-рок группы «Door 66», вместе с которой поехал в Лондон для выступлений. Именно там он, последовав примеру своих партнёров по музыкальному коллективу, решил сменить сферу деятельности и поступить в Гилдхоллскую школу музыки и театра, которую и окончил в 1984 году. По окончании Дэвид решил зарегистрироваться в Союзе актёров. Но Дэвид Уилер уже существовал в базе данных. Пришлось выбирать псевдоним: девичья фамилия матери — первое, что вспомнил выпускник.

### Карьера
После окончания учёбы некоторое время играл в театре. Его первой актёрской работой была роль в театральной постановке о Бадди Холли в одной из студий Гринвича.
Прорыв Тьюлиса в кино состоялся в 1993 году в фильме «Обнажённые» режиссёра Майка Ли. За роль уличного философа Джонни он был назван лучшим актёром Национальным советом кинокритиков США, Лондонским клубом кинокритиков, газетой «Evening Standard», Нью-Йоркским клубом кинокритиков и получил премию Каннского кинофестиваля. В том же году он появился на телевидении в роли Джеймса Джексона в телесериале «Главный подозреваемый — 3» вместе с Хелен Миррен и Киараном Хайндсом.
В течение 1990-х годов Тьюлис снимался в различных фильмах, в том числе «Королевская милость» (1995 год), «Чёрный Красавец» (1994 год), «Полное затмение» (1995 год) в роли Поля Верлена вместе с Леонардо Ди Каприо в роли Артюра Рембо, «Остров доктора Моро» (1996 год), «Сердце дракона» (1996 год) и «Семь лет в Тибете» (1997 год) вместе с Брэдом Питтом (из-за этого фильма Тьюлису запрещено въезжать в КНР), «Осаждённые» (1998 год) Бернардо Бертолуччи и «Гангстер № 1» (2000 год) с Малькольмом Макдауэллом.
Тьюлис пробовался на роль профессора Квиррелла в фильме «Гарри Поттер и философский камень», но роль была отдана Иэну Харту. Несмотря на неудачу с первым фильмом, в 2004 году Тьюлис получил роль Римуса Люпина в «Гарри Поттере и узнике Азкабана» без всяких проб, так как он был первым выбором режиссёра Альфонсо Куарона. Он сыграл эту роль и в четырёх последующих фильмах этой серии.
В 2000-х годах Тьюлис появился в фильмах «Царство небесное» (2005 год) Ридли Скотта, «Новый Свет» (2005 год) Терренса Малика и «Омен» (2006 год).
Кроме того он сыграл роль коменданта нацистского лагеря смерти и отца главного героя, маленького мальчика, в фильме «Мальчик в полосатой пижаме» в 2008 году и роль главы больницы для душевнобольных в фильме «Вероника решает умереть» в 2009 году.
В недавних фильмах его можно увидеть в ролях коварного придворного Елизаветы I Уильяма Сесила («Аноним» (2011 год) Роланда Эммериха) и британского тибетолога Михаэля Эйриса, который был мужем Аун Сан Су Чжи, мьянманского политического деятеля («Леди» (2011) Люка Бессона).
Дэвид Тьюлис работает также как режиссёр и сценарист. Получил номинацию на премию BAFTA за постановку короткометражного фильма «Привет, привет, привет» (1995 год). В 2003 году он написал сценарий и поставил фильм «Нахал», сыграв одновременно главную роль.

### Личная жизнь
В 1992 году Дэвид Тьюлис женился на режиссёре Саре Шугармен, но уже через год они развелись. Позже встречался с английской актрисой Кейт Харди. Имел долгие отношения с английской актрисой Анной Фрил, 9 июля 2005 года у них родилась дочь Грэйси Эллен Мэри Фрил, но в декабре 2010 года пара рассталась.
В 2016 году женился на французской художнице, Эрмин Пуату. Пара проживает в Саннингдейле, Беркшир.

### Хобби
Дэвид Тьюлис увлекается живописью, музыкой и поэтическим творчеством.

## Фильмография
| Год  |     | Русское название                      | Оригинальное название                        | Роль                      |
| ---- | --- | ------------------------------------- | -------------------------------------------- | ------------------------- |
| 1986 | с   | Поющий детектив                       | The singing detective                        | второй солдат             |
| 1987 | ф   | Дорога                                | Road                                         | Джои                      |
| 1987 | кор | Короткая стрижка и кудри              | The Short & Curlies                          | Клайв                     |
| 1988 | ф   | Немного ли                            | A Bit of a Do                                | Пол Симкок                |
| 1988 | ф   | Набожный                              | Vroom                                        | Ринг                      |
| 1988 | ф   | Крошка Доррит                         | Little Dorrit                                | Джордж Брэддл             |
| 1989 | ф   | Воскресший                            | Resurrected                                  | Кевин Дикин               |
| 1990 | тф  | Кроме апельсинов есть и другие фрукты | Oranges Are Not the Only Fruit               | врач                      |
| 1990 | ф   | Сладости жизни                        | Life is sweet                                | любовник Николя           |
| 1991 | ф   | Боязнь темноты                        | Afraid of the dark                           | слесарь/Том Миллер        |
| 1992 | ф   | Мечи на чаепитие                      | Swords at teatime                            | Майкл                     |
| 1992 | ф   | Ущерб                                 | Damage                                       | детектив                  |
| 1993 | ф   | Процесс                               | The trial                                    | Франц                     |
| 1993 | ф   | Обнажённые                            | Naked                                        | Джонни                    |
| 1993 | тф  | Главный подозреваемый 3               | Prime Suspect 3                              | Джеймс Джексон            |
| 1994 | ф   | Чёрный Красавец                       | Black Beauty                                 | Джерри Баркер             |
| 1995 | ф   | Полное затмение                       | Total Eclipse                                | Поль Верлен               |
| 1995 | ф   | Королевская милость                   | Restoration                                  | Джон Пирс                 |
| 1996 | мф  | Джеймс и гигантский персик            | James and the Giant Peach                    | червяк (озвучка)          |
| 1996 | ф   | Сердце дракона                        | DragonHeart                                  | король Айнон              |
| 1996 | ф   | Остров доктора Моро                   | The island of Dr. Moreau                     | Эдвард Дуглас             |
| 1997 | ф   | Семь лет в Тибете                     | Seven years in Tibet                         | Петер Ауфшнайтер          |
| 1997 | ф   | Настоящие американцы                  | American Perfect                             | Сантини                   |
| 1998 | ф   | Большой Лебовски                      | The Big Lebowski                             | Нокс Харрингтон           |
| 1998 | ф   | Разведённый Джек                      | Divorcing Jack                               | Дэн Старки                |
| 1998 | ф   | Осажденные                            | Besieged                                     | Джейсон Кински            |
| 1999 | ф   | Что случилось с Гарольдом Смитом?     | Whatever Happened to Harold Smith?           | Кейт Несбит               |
| 2000 | мф  | Чудотворец                            | The Miracle Maker                            | Иуда Искариот (озвучка)   |
| 2000 | ф   | Гангстер № 1                          | Gangster No. 1                               | Фредди Мэйс               |
| 2000 | ф   |                                       | Beckett on Film                              | Клов                      |
| 2001 | ф   | До свидания, Чарли Брайт              | Goodbye Charlie Bright                       | Отец Чарли                |
| 2002 | кор |                                       | D.I.Y. Hard                                  | мужчина                   |
| 2002 | тф  | Динотопия                             | Dinotopia                                    | Сайрус Креб               |
| 2003 | ф   | Нахал                                 | Cheeky                                       | Гарри Сэнки               |
| 2003 | ф   | В ловушке времени                     | Timeline                                     | Роберт Донигер            |
| 2004 | ф   | Гарри Поттер и узник Азкабана         | Harry Potter and the Prisoner of Azkaban     | Римус Люпин               |
| 2005 | ф   | Царство небесное                      | Kingdom of heaven                            | госпитальер               |
| 2005 | ф   | Невидимые дети                        | All the invisible children                   | Джонатан                  |
| 2005 | ф   | Новый Свет                            | The new world                                | Эдвард Уингфилд           |
| 2006 | ф   | Основной инстинкт 2                   | Basic Instinct 2: Risk Addiction             | детектив Рой Уошберн      |
| 2006 | ф   | Омен                                  | The Omen                                     | Кейт Дженнингс            |
| 2007 | ф   | Гарри Поттер и Орден Феникса          | Harry Potter and the Order of the Phoenix    | Римус Люпин               |
| 2007 | ф   | Внутренний мир Мартина Фроста         | The Inner Life of Martin Frost               | Мартин Фрост              |
| 2008 | ф   | Мальчик в полосатой пижаме            | The boy in the striped pyjamas               | Ральф (отец)              |
| 2009 | ф   | Гарри Поттер и Принц-полукровка       | Harry Potter and the Half-Blood Prince       | Римус Люпин               |
| 2009 | ф   | Вероника решает умереть               | Veronika Decides to Die                      | Доктор Блейк              |
| 2010 | ф   | Мистер Ганджубас                      | Mr. Nice                                     | Джим Маккан               |
| 2010 | ф   | Телохранитель                         | London Boulevard                             | Джордан                   |
| 2010 | ф   | Гарри Поттер и Дары Смерти: часть 1   | Harry Potter and the Deathly Hallows: part 1 | Римус Люпин               |
| 2011 | ф   | Гарри Поттер и Дары Смерти: часть 2   | Harry Potter and the Deathly Hallows: part 2 | Римус Люпин               |
| 2011 | ф   | Обезьяний шарманщик                   | The Organ Grinder's Monkey                   | Пабло                     |
| 2011 | ф   | Аноним                                | Anonymous                                    | Уильям Сесил              |
| 2011 | ф   | Леди                                  | The Lady                                     | Михаэль Эйрис             |
| 2011 | ф   | Боевой конь                           | War Horse                                    | Лайонс                    |
| 2012 | кор | И приходим, и уходим по отдельности   | Separate We Come, Separate We Go             | Норман                    |
| 2013 | ф   | РЭД 2                                 | Red 2                                        | Лягушатник                |
| 2013 | ф   | Теорема Зеро                          | The Zero Theorem                             | Джоби                     |
| 2013 | ф   | Пятая власть                          | The Fifth Estate                             | Ник Дэвис                 |
| 2014 | ф   | Обитель проклятых                     | Stonehearst Asylum                           | Микки Финн                |
| 2014 | ф   | Вселенная Стивена Хокинга             | The Theory of Everything                     | Деннис Сиама              |
| 2014 | ф   | Королева и страна                     | Queen & Country                              | Брэдли                    |
| 2015 | ф   | Макбет                                | Macbeth                                      | Король Дункан             |
| 2015 | ф   | Легенда                               | Legend                                       | Лесли Пэйн                |
| 2015 | мф  | Аномализа                             | Anomalisa                                    | Майкл Стоун (озвучка)     |
| 2015 | ф   | Затмение                              | Regression                                   | Профессор Кеннет Рейнс    |
| 2015 | ф   | Визит инспектора                      | An Inspector Calls                           | инспектор Гулл            |
| 2016 | ф   | Заклятие 2                            | The Conjuring 2                              |                           |
| 2017 | ф   | Чудо-женщина                          | Wonder Woman                                 | Арес (DC Comics)          |
| 2017 | с   | Фарго                                 | Fargo                                        | В. М. Варга               |
| 2017 | ф   | Лига справедливости                   | Justice League                               | Арес                      |
| 2018 | ф   | Гонка века                            | The Mercy                                    | Родни Хэллворт            |
| 2020 | ф   | Думаю, как всё закончить              | I’m Thinking of Ending Things                | отец Джейка               |
| 2020 | с   | Поселенцы                             | Barkskins                                    | Клод Трепаньи             |
| 2021 | с   | Садоводы                              | Landscapers                                  | Кристофер Эдвардс         |
| 2022 | с   | Песочный человек                      | The Sandman                                  | Джон Ди / Доктор Судьба   |
| 2022 | ф   | Энола Холмс 2                         | Enola Holmes 2                               | инспектор Грейл           |
| 2023 | мф  | Изумительный Морис                    | Amazing Maurice                              | Крысиный король (озвучка) |
| 2023 | с   | Ловкий плут                           | The Artful Dodger                            | Фейгин                    |
| 2024 | с   | Каос                                  | Kaos                                         | Аид                       |
| 2025 | с   | Шерлок и дочь                         | Sherlock & Daughter                          | Шерлок Холмс              |
| 2025 | ф   | Аватар: Огонь и пепел                 | Avatar: Fire and Ash                         | Пейлак                    |

## Премии и награды
- 1993 — Каннский кинофестиваль — серебряная награда за лучшую мужскую роль («Обнажённые»);
- 1996 — BAFTA — номинация на лучший короткометражный фильм («Привет, привет, привет»);
- 2007 — Золотая малина — номинация на худшую мужскую роль второго плана («Основной инстинкт 2: Жажда риска»)[7].